# Forêt nationale de Santa Fe
La forêt nationale de Santa Fe – ou Santa Fe National Forest en anglais – est une aire protégée américaine au Nouveau-Mexique. Créée le 1er juillet 1915, cette forêt nationale protège 6 307 km2.